# Londons Olympiastadion
Londons Olympiastadion var huvudarena vid de olympiska sommarspelen 2012 i London i Storbritannien. Arenan är uppförd i Stratford i östra London mellan 2007 och 2011 och invigdes 5 maj 2012. Arenan är sedan 2016 West Ham Uniteds hemmaarena. Efter de olympiska spelen erhöll arenan namnet London Stadium.